# Julian Brandt
Julian Brandt (Brema, 2 maggio 1996) è un calciatore tedesco, centrocampista del Borussia Dortmund e della nazionale tedesca.

## Caratteristiche tecniche
Di ruolo ala, dispone di buona tecnica ed è molto veloce, oltre a essere un buon crossatore. Sa tirare la palla con potenza, inoltre è abile nell'eseguire il tiro facendo affidamento su entrambi i piedi quando calcia la sfera. Viene spesso schierato anche come mezzala, ruolo che esalta la sua visione di gioco e in cui è libero di svariare su tutto il fronte offensivo .

## Carriera

### Club

#### Inizi e Bayer Leverkusen
Brandt gioca nelle giovanili del SC Borgfeld, FC Oberneuland e VfL Wolfsburg. Firma per il Bayer Leverkusen nel gennaio del 2014.
Debutta in Bundesliga il 15 febbraio 2014 contro lo Schalke 04, sostituendo Son Heung-min dopo 82 minuti nella sconfitta per 1-2 in casa. Tre giorni dopo fa il suo debutto in UEFA Champions League da sostituto contro il Paris Saint-Germain nella sconfitta interna per 0–4. Segna il suo primo gol in campionato contro l'Amburgo il 4 aprile 2014. Segna la sua prima doppietta l’8 febbraio 2019 nella gara esterna contro il Mainz 05.

#### Borussia Dortmund
Il 22 maggio 2019 viene annunciato il suo passaggio al Borussia Dortmund.

### Nazionale
Con la Germania Under-20 partecipa al Mondiale di categoria del 2015, giungendo ai quarti di finale. Nello stesso anno debutta in Under-21.
Nel maggio 2016 viene convocato da Joachim Löw per la fase di preparazione agli Europei, debuttando il 29 maggio successivo, in amichevole contro la Slovacchia. Successivamente viene escluso dalla lista finale per la manifestazione. Nell'estate 2016 prende parte alle Olimpiadi di Rio, manifestazione in cui la squadra tedesca si aggiudica la medaglia d'argento.
Viene convocato per la Confederations Cup 2017, poi vinta dalla Germania. Poco prima (precisamente il 10 giugno) aveva segnato la sua prima rete con la selezione teutonica in occasione della vittoria per 7-0 contro San Marino.
Il 4 giugno 2018 viene convocato a sorpresa per i Mondiali 2018 al posto di Leroy Sané. Nella competizione disputa (da subentrante) tutte e 3 le partite dei tedeschi eliminati al primo turno.

## Statistiche

### Presenze e reti nei club
Statistiche aggiornate al 18 marzo 2025.
| Stagione                 | Squadra                  | Campionato               | Campionato | Campionato | Coppe nazionali | Coppe nazionali | Coppe nazionali | Coppe continentali | Coppe continentali | Coppe continentali | Altre coppe | Altre coppe | Altre coppe | Totale | Totale |
| Stagione                 | Squadra                  | Comp                     | Pres       | Reti       | Comp            | Pres            | Reti            | Comp               | Pres               | Reti               | Comp        | Pres        | Reti        | Pres   | Reti   |
| ------------------------ | ------------------------ | ------------------------ | ---------- | ---------- | --------------- | --------------- | --------------- | ------------------ | ------------------ | ------------------ | ----------- | ----------- | ----------- | ------ | ------ |
| 2013-2014                | Bayer Leverkusen         | BL                       | 12         | 2          | CG              | 0               | 0               | UCL                | 2                  | 0                  | -           | -           | -           | 14     | 2      |
| 2014-2015                | Bayer Leverkusen         | BL                       | 25         | 4          | CG              | 4               | 0               | UCL                | 6                  | 0                  | -           | -           | -           | 35     | 4      |
| 2015-2016                | Bayer Leverkusen         | BL                       | 29         | 9          | CG              | 3               | 1               | UCL+UEL            | 8+4                | 0                  | -           | -           | -           | 44     | 10     |
| 2016-2017                | Bayer Leverkusen         | BL                       | 32         | 3          | CG              | 0               | 0               | UCL                | 8                  | 1                  | -           | -           | -           | 40     | 4      |
| 2017-2018                | Bayer Leverkusen         | BL                       | 34         | 9          | CG              | 5               | 3               | -                  | -                  | -                  | -           | -           | -           | 39     | 12     |
| 2018-2019                | Bayer Leverkusen         | BL                       | 33         | 7          | CG              | 3               | 2               | UEL                | 7                  | 1                  | -           | -           | -           | 43     | 10     |
| Totale Bayer Leverkusen  | Totale Bayer Leverkusen  | Totale Bayer Leverkusen  | 165        | 34         |                 | 15              | 6               |                    | 35                 | 2                  |             |             |             | 215    | 42     |
| 2019-2020                | Borussia Dortmund        | BL                       | 33         | 3          | CG              | 2               | 2               | UCL                | 7                  | 2                  | -           | -           | -           | 42     | 7      |
| 2020-2021                | Borussia Dortmund        | BL                       | 31         | 3          | CG              | 5               | 0               | UCL                | 8                  | 0                  | SG          | 1           | 1           | 45     | 4      |
| 2021-2022                | Borussia Dortmund        | BL                       | 31         | 9          | CG              | 2               | 0               | UCL+UEL            | 5+2                | 0                  | SG          | 0           | 0           | 40     | 9      |
| 2022-2023                | Borussia Dortmund        | BL                       | 32         | 9          | CG              | 3               | 0               | UCL                | 7                  | 1                  | -           | -           | -           | 42     | 10     |
| 2023-2024                | Borussia Dortmund        | BL                       | 32         | 7          | CG              | 3               | 1               | UCL                | 12                 | 2                  | -           | -           | -           | 47     | 10     |
| 2024-2025                | Borussia Dortmund        | BL                       | 24         | 5          | CG              | 2               | 1               | UCL                | 11                 | 0                  |             | -           | -           | 37     | 6      |
| Totale Borussia Dortmund | Totale Borussia Dortmund | Totale Borussia Dortmund | 183        | 36         |                 | 17              | 4               |                    | 52                 | 5                  |             | 1           | 1           | 253    | 46     |
| Totale carriera          | Totale carriera          | Totale carriera          | 348        | 70         |                 | 32              | 10              |                    | 87                 | 7                  |             | 1           | 1           | 468    | 88     |

### Cronologia presenze e reti in nazionale
| Cronologia completa delle presenze e delle reti in nazionale ― Germania | Cronologia completa delle presenze e delle reti in nazionale ― Germania | Cronologia completa delle presenze e delle reti in nazionale ― Germania | Cronologia completa delle presenze e delle reti in nazionale ― Germania | Cronologia completa delle presenze e delle reti in nazionale ― Germania | Cronologia completa delle presenze e delle reti in nazionale ― Germania | Cronologia completa delle presenze e delle reti in nazionale ― Germania | Cronologia completa delle presenze e delle reti in nazionale ― Germania |
| Data                                                                    | Città                                                                   | In casa                                                                 | Risultato                                                               | Ospiti                                                                  | Competizione                                                            | Reti                                                                    | Note                                                                    |
| ----------------------------------------------------------------------- | ----------------------------------------------------------------------- | ----------------------------------------------------------------------- | ----------------------------------------------------------------------- | ----------------------------------------------------------------------- | ----------------------------------------------------------------------- | ----------------------------------------------------------------------- | ----------------------------------------------------------------------- |
| 29-5-2016                                                               | Augusta                                                                 | Germania                                                                | 1 – 3                                                                   | Slovacchia                                                              | Amichevole                                                              | -                                                                       | 46’                                                                     |
| 31-8-2016                                                               | Mönchengladbach                                                         | Germania                                                                | 2 – 0                                                                   | Finlandia                                                               | Amichevole                                                              | -                                                                       | 78’                                                                     |
| 4-9-2016                                                                | Oslo                                                                    | Norvegia                                                                | 0 – 3                                                                   | Germania                                                                | Qual. Mondiali 2018                                                     | -                                                                       | 72’                                                                     |
| 8-10-2016                                                               | Amburgo                                                                 | Germania                                                                | 3 – 0                                                                   | Rep. Ceca                                                               | Qual. Mondiali 2018                                                     | -                                                                       | 80’                                                                     |
| 22-3-2017                                                               | Dortmund                                                                | Germania                                                                | 1 – 0                                                                   | Inghilterra                                                             | Amichevole                                                              | -                                                                       | 59’                                                                     |
| 6-6-2017                                                                | Brøndby                                                                 | Danimarca                                                               | 1 – 1                                                                   | Germania                                                                | Amichevole                                                              | -                                                                       | 67’                                                                     |
| 10-6-2017                                                               | Norimberga                                                              | Germania                                                                | 7 – 0                                                                   | San Marino                                                              | Qual. Mondiali 2018                                                     | 1                                                                       |                                                                         |
| 19-6-2017                                                               | Soči                                                                    | Australia                                                               | 2 – 3                                                                   | Germania                                                                | Conf. Cup 2017 - 1º turno                                               | -                                                                       | 63’                                                                     |
| 25-6-2017                                                               | Soči                                                                    | Germania                                                                | 3 – 1                                                                   | Camerun                                                                 | Conf. Cup 2017 - 1º turno                                               | -                                                                       | 77’                                                                     |
| 29-6-2017                                                               | Soči                                                                    | Germania                                                                | 4 – 1                                                                   | Messico                                                                 | Conf. Cup 2017 - Semifinale                                             | -                                                                       | 78’                                                                     |
| 1-9-2017                                                                | Praga                                                                   | Rep. Ceca                                                               | 1 – 2                                                                   | Germania                                                                | Qual. Mondiali 2018                                                     | -                                                                       | 61’                                                                     |
| 8-10-2017                                                               | Kaiserslautern                                                          | Germania                                                                | 5 – 1                                                                   | Azerbaigian                                                             | Qual. Mondiali 2018                                                     | -                                                                       |                                                                         |
| 10-11-2017                                                              | Londra                                                                  | Inghilterra                                                             | 0 – 0                                                                   | Germania                                                                | Amichevole                                                              | -                                                                       | 87’                                                                     |
| 27-3-2018                                                               | Berlino                                                                 | Germania                                                                | 0 – 1                                                                   | Brasile                                                                 | Amichevole                                                              | -                                                                       | 61’                                                                     |
| 2-6-2018                                                                | Klagenfurt am Wörthersee                                                | Austria                                                                 | 2 – 1                                                                   | Germania                                                                | Amichevole                                                              | -                                                                       | 67’                                                                     |
| 8-6-2018                                                                | Leverkusen                                                              | Germania                                                                | 2 – 1                                                                   | Arabia Saudita                                                          | Amichevole                                                              | -                                                                       | 74’                                                                     |
| 17-6-2018                                                               | Mosca                                                                   | Germania                                                                | 0 – 1                                                                   | Messico                                                                 | Mondiali 2018 - 1º turno                                                | -                                                                       | 86’                                                                     |
| 23-6-2018                                                               | Soči                                                                    | Germania                                                                | 2 – 1                                                                   | Svezia                                                                  | Mondiali 2018 - 1º turno                                                | -                                                                       | 87’                                                                     |
| 27-6-2018                                                               | Kazan'                                                                  | Corea del Sud                                                           | 2 – 0                                                                   | Germania                                                                | Mondiali 2018 - 1º turno                                                | -                                                                       | 78’                                                                     |
| 9-9-2018                                                                | Sinsheim                                                                | Germania                                                                | 2 – 1                                                                   | Perù                                                                    | Amichevole                                                              | 1                                                                       | 70’                                                                     |
| 13-10-2018                                                              | Amsterdam                                                               | Paesi Bassi                                                             | 3 – 0                                                                   | Germania                                                                | UEFA Nations League 2018-2019 - 1º turno                                | -                                                                       | 68’                                                                     |
| 16-10-2018                                                              | Saint-Denis                                                             | Francia                                                                 | 2 – 1                                                                   | Germania                                                                | UEFA Nations League 2018-2019 - 1º turno                                | -                                                                       | 83’                                                                     |
| 15-11-2018                                                              | Lipsia                                                                  | Germania                                                                | 3 – 0                                                                   | Russia                                                                  | Amichevole                                                              | -                                                                       | 65’                                                                     |
| 20-3-2019                                                               | Wolfsburg                                                               | Germania                                                                | 1 – 1                                                                   | Serbia                                                                  | Amichevole                                                              | -                                                                       | 56’                                                                     |
| 8-6-2019                                                                | Barysaŭ                                                                 | Bielorussia                                                             | 0 – 2                                                                   | Germania                                                                | Qual. Euro 2020                                                         | -                                                                       | 76’                                                                     |
| 6-9-2019                                                                | Amburgo                                                                 | Germania                                                                | 2 – 4                                                                   | Paesi Bassi                                                             | Qual. Euro 2020                                                         | -                                                                       | 84’                                                                     |
| 9-9-2019                                                                | Belfast                                                                 | Irlanda del Nord                                                        | 0 – 2                                                                   | Germania                                                                | Qual. Euro 2020                                                         | -                                                                       |                                                                         |
| 9-10-2019                                                               | Dortmund                                                                | Germania                                                                | 2 – 2                                                                   | Argentina                                                               | Amichevole                                                              | -                                                                       | 66’                                                                     |
| 13-10-2019                                                              | Tallinn                                                                 | Estonia                                                                 | 0 – 3                                                                   | Germania                                                                | Qual. Euro 2020                                                         | -                                                                       | 86’                                                                     |
| 16-11-2019                                                              | Mönchengladbach                                                         | Germania                                                                | 4 – 0                                                                   | Bielorussia                                                             | Qual. Euro 2020                                                         | -                                                                       | 68’                                                                     |
| 19-11-2019                                                              | Francoforte sul Meno                                                    | Germania                                                                | 6 – 1                                                                   | Irlanda del Nord                                                        | Qual. Euro 2020                                                         | 1                                                                       |                                                                         |
| 6-9-2020                                                                | Basilea                                                                 | Svizzera                                                                | 1 – 1                                                                   | Germania                                                                | UEFA Nations League 2020-2021 - 1º turno                                | -                                                                       | 46’                                                                     |
| 7-10-2020                                                               | Colonia                                                                 | Germania                                                                | 3 – 3                                                                   | Turchia                                                                 | Amichevole                                                              | -                                                                       | 85’                                                                     |
| 11-11-2020                                                              | Berlino                                                                 | Germania                                                                | 1 – 0                                                                   | Rep. Ceca                                                               | Amichevole                                                              | -                                                                       |                                                                         |
| 14-11-2020                                                              | Lipsia                                                                  | Germania                                                                | 3 – 1                                                                   | Ucraina                                                                 | UEFA Nations League 2020-2021 - 1º turno                                | -                                                                       | 76’                                                                     |
| 14-11-2021                                                              | Erevan                                                                  | Armenia                                                                 | 1 – 4                                                                   | Germania                                                                | Qual. Mondiali 2022                                                     | -                                                                       | 60’                                                                     |
| 29-3-2022                                                               | Amsterdam                                                               | Paesi Bassi                                                             | 1 – 1                                                                   | Germania                                                                | Amichevole                                                              | -                                                                       | 69’                                                                     |
| 11-6-2022                                                               | Budapest                                                                | Ungheria                                                                | 1 – 1                                                                   | Germania                                                                | UEFA Nations League 2022-2023 - 1º turno                                | -                                                                       | 78’                                                                     |
| 16-11-2022                                                              | Mascate                                                                 | Oman                                                                    | 0 – 1                                                                   | Germania                                                                | Amichevole                                                              | -                                                                       | 65’                                                                     |
| 12-6-2023                                                               | Brema                                                                   | Germania                                                                | 3 – 3                                                                   | Ucraina                                                                 | Amichevole                                                              | -                                                                       | 71’                                                                     |
| 16-6-2023                                                               | Varsavia                                                                | Polonia                                                                 | 1 – 0                                                                   | Germania                                                                | Amichevole                                                              | -                                                                       | 80’                                                                     |
| 20-6-2023                                                               | Gelsenkirchen                                                           | Germania                                                                | 0 – 2                                                                   | Colombia                                                                | Amichevole                                                              | -                                                                       | 79’                                                                     |
| 9-9-2023                                                                | Wolfsburg                                                               | Germania                                                                | 1 – 4                                                                   | Giappone                                                                | Amichevole                                                              | -                                                                       | 73’                                                                     |
| 12-9-2023                                                               | Dortmund                                                                | Germania                                                                | 2 – 1                                                                   | Francia                                                                 | Amichevole                                                              | -                                                                       | 64’                                                                     |
| 14-10-2023                                                              | East Hartford                                                           | Stati Uniti                                                             | 1 – 3                                                                   | Germania                                                                | Amichevole                                                              | -                                                                       | 71’                                                                     |
| 18-11-2023                                                              | Berlino                                                                 | Germania                                                                | 2 – 3                                                                   | Turchia                                                                 | Amichevole                                                              | -                                                                       | 81’                                                                     |
| 21-11-2023                                                              | Vienna                                                                  | Austria                                                                 | 2 – 0                                                                   | Germania                                                                | Amichevole                                                              | -                                                                       | 52’                                                                     |
| 19-11-2024                                                              | Budapest                                                                | Ungheria                                                                | 1 – 1                                                                   | Germania                                                                | UEFA Nations League 2024-2025 - 1º turno                                | -                                                                       | 61’                                                                     |
| Totale                                                                  |                                                                         | Presenze                                                                | 48                                                                      |                                                                         | Reti                                                                    | 3                                                                       |                                                                         |

## Palmarès

### Club

#### Competizioni nazionali
- Coppa di Germania: 1

Borussia Dortmund: 2020-2021
- Supercoppa di Germania: 1

Borussia Dortmund: 2019

### Nazionale
- Argento olimpico: 1

Rio de Janeiro 2016
- Confederations Cup: 1

Russia 2017

### Individuale
- Fritz-Walter-Medaille: 1

2014 (Under-18)